# Binsenastrild
De binsenastrild (Bathilda ruficauda synoniem: Neochmia ruficauda) is een klein, door zijn afwijkend gekleurde kopje opvallend, vogeltje behorend tot de familie van de prachtvinken (Estrildidae). De herkomst is Noord- en Noordoost-Australië. De vogel wordt wel als huisdier gehouden.

## Kenmerken
Voorhoofd, keel, wangen en snaveltje zijn vermiljoenrood met aan de zijkant van het kopje een aantal witte vlekjes. De borst is geel met witte stippen, de buik is wat lichter. Bovenzijde en de flanken zijn geelgroen tot olijfgroen. Bovendien hebben de flanken ook kleine witte stippen. De staart is bij de bovenaanzet roodbruin, dekveren aan de onderzijde zijn donkerrood. Het vrouwtje heeft een blekere borst en het rood van het kopje is doffer. De totale lengte van de binsenastrild is van kopje tot staartpuntje 10 – 11 centimeter.

## Verspreiding en leefgebied
De binsenastrild is een endemische soort in Australië. Er zijn drie van elkaar gescheiden levende populaties die leven in het noorden van West-Australië, Noordelijk Territorium en Queensland. 
De soort telt 3 ondersoorten:
- B. r. subclarescens: noordwestelijk en noordelijk Australië.
- B. r. clarescens: noordoostelijk Australië.
- B. r. ruficauda: oostelijk Australië.

## Status
Deze populaties trekken zich in de broedtijd terug binnen een betrekkelijk klein gedeelte van het totale verspreidingsgebied. In de jaren 1990 is een aanzienlijke vermindering in aantallen vastgesteld vooral in het oosten van het verspreidingsgebied. In 1996 stond de soort nog als "kwetsbaar" op de lijst, maar omdat de aantallen nog vrij groot zijn en het gebied waarin ze voorkomen ook, is de status in 2004 verlaagd naar "gevoelig".

## Volièrevogel
De binsenastrild kan in een volière worden gehouden maar vereist een temperatuur van ten minste  18 °C.  